# Kahlbacher
Kahlbacher Machinery GmbH ist ein österreichisches Unternehmen mit Sitz in Kitzbühel. Der international tätige Familienbetrieb stellt Straßenerhaltungs-, Flughafen- und Bahntechnik für Sommer- und Winterdienst her.

## Übersicht

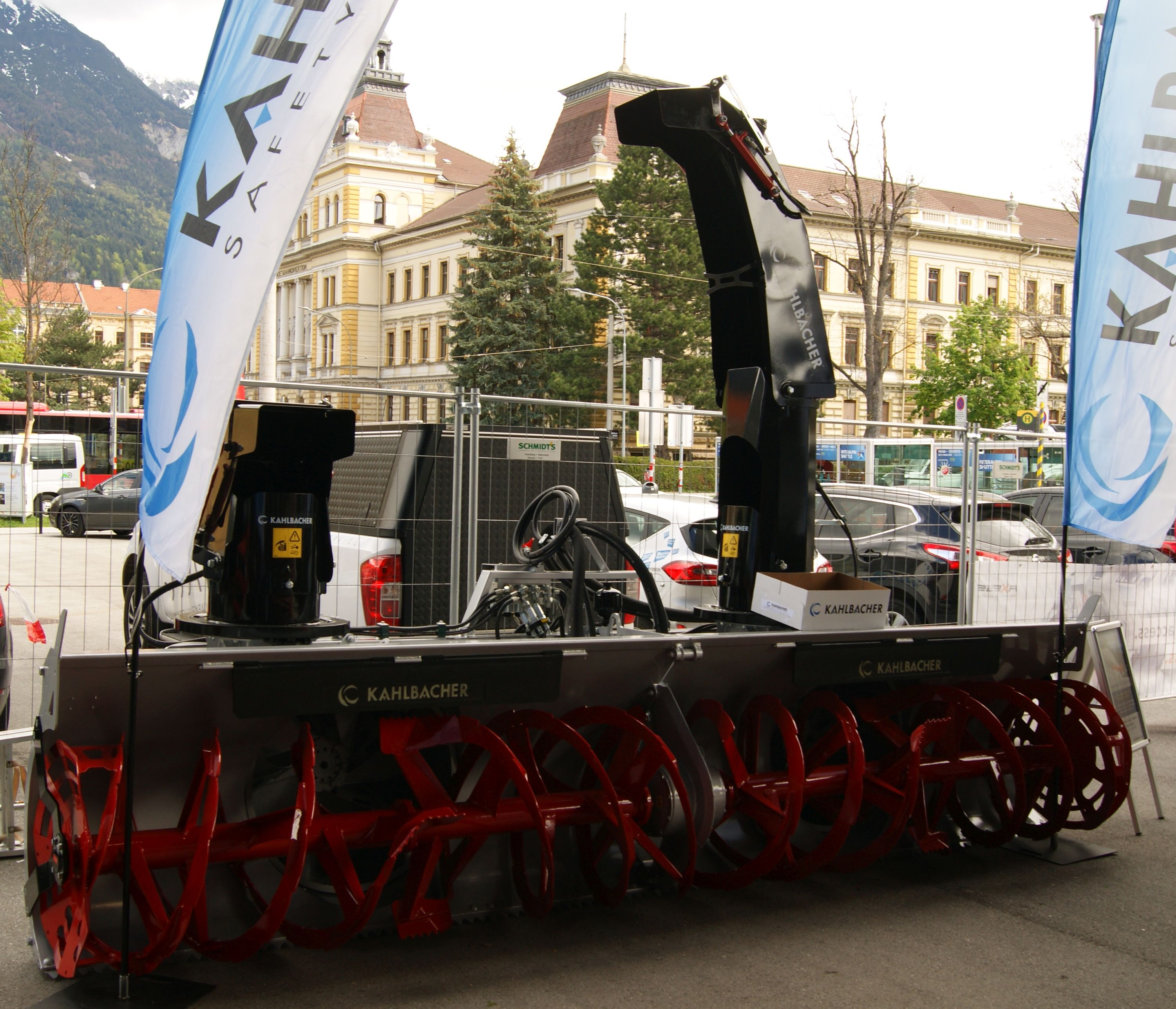
Kahlbacher Schneefräse

Im Jahre 1949 wurde das Maschinenbauunternehmen Toni Kahlbacher als Schlosserbetrieb gegründet. 1955 verließen die ersten Schneepflüge das Werk und 5 Jahre darauf folgten die ersten Schneefräsen. Nach und nach vergrößerte sich die Produktpalette im Bereich der Straßenerhaltungstechnik, um den wachsenden Anforderungen des Straßenverkehrs gerecht zu werden. Kahlbacher wuchs damit zum Komplettanbieter für Winterdienst- und Straßenerhaltungsgeräte. Die Firma ist seit 1995 ISO-9001-zertifiziert und mit dem Ziel die Nullfehler-Philosophie zu verwirklichen.
Heute wird das Unternehmen in dritter Generation geführt und produziert an zwei Standorten, in Kitzbühel und in Amstetten.
Die Produktpalette umfasst Schneepflüge, Schneefräsen, Schneefrässchleudern, Schneeschleudern, Streugeräte und Kehrgeräte. Dabei reichen die Produkte vom kleinen Gehsteigschneepflug für den kommunalen Einsatz, bis hin zur Hochleistungsschneefrässchleuder für den Einsatz auf Flughäfen.
Kahlbacher war mit seinen Produkten offizieller Ausstatter für Schneeräumgeräte bei folgenden sportlichen Großveranstaltungen:
- 1982 Alpine Ski-WM in Schladming
- 1984 Olympische Winterspiele in Sarajevo
- 1985 Nordische Ski-WM in Seefeld in Tirol
- 1991 Alpine Ski-WM in Saalbach-Hinterglemm
- 1996 Skiflug-WM in Bad Mitterndorf
- 1999 Nordische SKI WM in Ramsau am Dachstein
- 2001 Alpine Ski-WM in St. Anton am Arlberg
- 2013 Alpine Ski-WM in Schladming